# Branica (Łódź)
Pour les articles homonymes, voir Branica.
Branica est une localité polonaise de la gmina de Zapolice, située dans le powiat de Zduńska Wola en voïvodie de Łódź.